# Dipylidiidae
Dipylidiidae is de naam van een monotypische familie uit de klasse Cestoda (lintwormen) van de platwormen, met één geslacht dat ook weer monotypisch is. De hondenlintworm is daarin de enige soort.
- Geslacht Dipylidium
  - Dipylidium caninum